# Henkäys ikuisuudesta
Henkäys ikuisuudesta (Traducido como Aliento del cielo) es el primer material discográfico de la cantante solista Tarja Turunen, lanzado el 8 de noviembre del 2006 y enfocado en la época navideña. El 26 de noviembre de 2010, el sello discrográfico Nuclear Blast lanzó una versión del álbum con variaciones en la portada y la lista de canciones, remplazando "Happy New Year" con "Heinillä Härkien" y "Happy Christmas (War Is Over)" con "Maa On Niin Kaunis"; esta edición también contenía la pista "Arkihuolesi Kaikki Heitä", la cual no había sido publicada antes.
Todas las pistas son canciones versionadas, excepto por "Kuin Henkäys Ikuisuutta", la cual fue escrita por Tarja y Esa Nieminen, y "En Etsi Valtaa, Loistoa" que fue lanzada en 2004 con el primer y único sencillo del disco, «Yhden enkelin unelma», aunque las parte vocal fue regrabada para este álbum. La música fue compuesta por Jean Sibelius y la letra por Zacharias Topelius. Tarja también lanzó "Walking in the Air" cuando era miembro de Nightwish, en su álbum Oceanborn de 1998. "Marian Poika" es la versión finesa de "Mary's Boy Child" y "Jouluyö, Juhlayö" de "Noche de paz". La canción versionada "Happy New Year" de ABBA tiene la letra tanto en inglés como en español.
El primer sencillo del álbum, "You Would Have Loved This" fue lanzando en Finlancia el 25 de octubre. Después de dos semanas de su lanzamiento se le otorgó el Disco de Oro y el Disco de Platino por sus cincuenta mil copias vendidas, llegando al puesto N.º 2 de la Tabla Oficial de Álbumes Finlandeses.

## Lista de canciones
| Edición original |                                                     |                                      |          |  |
| N.º              | Título                                              | Escritor(es)                         | Duración |  |
| 1.               | «Kuin Henkäys Ikuisuutta»                           | Turunen, Esa Niemien & Sinikka Svärd | 4:29     |  |
| 2.               | «You Would Have Loved This» (first and only single) | Cory Connors                         | 3:59     |  |
| 3.               | «Happy New Year»                                    | Benny Andersson & Björn Ulvaeus      | 4:04     |  |
| 4.               | «En Etsi Valtaa, Loistoa»                           | Jean Sibelius & Zacharias Topelius   | 3:27     |  |
| 5.               | «Happy Christmas (War Is Over)»                     | John Lennon                          | 4:30     |  |
| 6.               | «Varpunen Jouluaamuna»                              | Otto Kotilainen & Zacharias Topelius | 3:25     |  |
| 7.               | «Ave Maria»                                         | Franz Schubert & Sir Walter Scott    | 6:10     |  |
| 8.               | «The Eyes of a Child»                               | Graham Russel & Ron Bloom            | 4:22     |  |
| 9.               | «Mökit Nukkuu Lumiset»                              | Heino Kaski & Eino Leino             | 4:16     |  |
| 10.              | «Jo Joutuu Ilta»                                    | Jean Sibelius & Zacharias Topelius   | 3:06     |  |
| 11.              | «Marian Poika»                                      | Jester Hairston                      | 3:27     |  |
| 12.              | «Magnificat: Quia Respexit»                         | J. S. Bach                           | 3:35     |  |
| 13.              | «Walking in the Air»                                | Howard Blake                         | 4:37     |  |
| 14.              | «Jouluyö, Juhlayö»                                  | Franz Gruber & Joseph Mohr           | 3:47     |  |

## Personal
Créditos de Henkäys Ikuisuudesta, adaptados de las notas interiores del álbum.

### Músicos
- Tarja Turunen - Voz
- Maria Ilmoniemi y Esa Nieminen - Teclado y piano
- Juha Lanu - Guitarra eléctrica y Acústica
- Ako Kiiski - Bajo
- Harri Ala-Kojola - Percusión
- Iiris Pyrhönen, Heikki Hämäläinen - Violín
- Tiia Makkonen & Veli-Matti Iljin - Violonchelo
- Mauri Pietikäinen - Viola
- Emilia Kauppinen - Flauta
- Heikki Pohto - Sintetizador

### Equipo principal
- Esa Nieminen - Arreglos Musicales
- Mika Jussila - Ingeniero de Masterización
- Travis Smith - Diseño de la Portada
- Toni Härkönen - Fotografías